# Belenois larima
Belenois larima är en fjärilsart som först beskrevs av Jean Baptiste Boisduval 1836.  Belenois larima ingår i släktet Belenois och familjen vitfjärilar.
Artens utbredningsområde är Senegal. Inga underarter finns listade i Catalogue of Life.